# Aurora (polski zespół muzyczny)
Aurora – polski zespół post-punkowy. Utworzony w 1987 roku przez muzyków z formacji One Million Bulgarians, Restrykcja, 1984 oraz Noah Noah. Pierwsze sukcesy grupa odniosła na festiwalu w Jarocinie w 1987 r., otrzymując nagrodę dziennikarzy.

## Muzycy
ostatni skład (2015)
- Roman Rzucidło – wokal
- Piotr Wallach – gitara
- Jacek Pałys – syntezator
- Daniel Kleczyński – perkusja

byli muzycy
- Maciej Miernik – gitara basowa

## Dyskografia

### Albumy
- Międzynarodówka – CD (Pop Noise 2004)

### Bootlegi
- Nyet, Nyet Soviet – MC (1988)

### Kompilacje
- Cisza jest... nic się nie dzieje – LP (Tonpress 1988)

### Inne
- Help Maciek 2 Live (2015)[1][2][3]